# Rhizoctonia mucoroides
Rhizoctonia mucoroides é uma espécie de fungo pertencente à família Ceratobasidiaceae.